# Les Downs
Pour les articles homonymes, voir Downs.

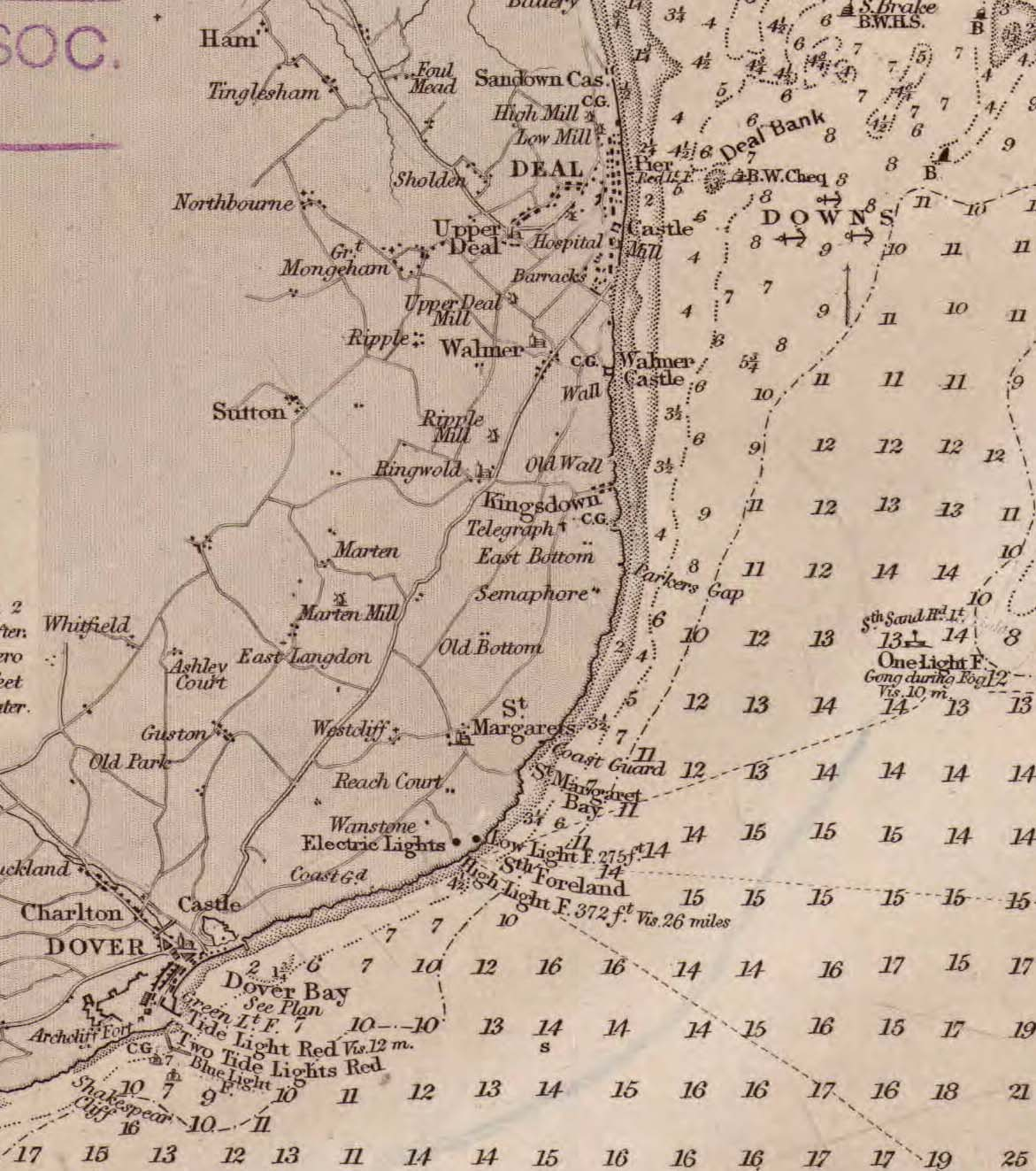
Carte montrant la position des Downs au large de la côte du Kent (1848). Les profondeurs sont en fathoms.

Les Downs (en anglais : Les Downs) sont une zone de mouillage de la Manche entre le North Foreland et South Foreland, sur la côte est du Kent, entre le pas de Calais et l'estuaire de la Tamise.
Protégés à l'est par les sables du banc de Goodwin, au nord et à l'ouest par la côte, les Downs servirent de base permanente aux vaisseaux de guerre patrouillant dans la mer du Nord et de rade pour les bateaux sortant du chantier de construction navale de Chatham, formant un mouillage sûr par gros temps.